# يو إف سي 243
يو إف سي 243: ويتيكر ضد أديسانيا (بالإنجليزية: UFC 243: Whittaker vs. Adesanya)‏ هو حدث لفنون القتال المختلطة نظمته يو إف سي، أُقيم في 6 أكتوبر 2019، على ملعب دوكلاندز في ملبورن، أستراليا.